# France Ivanšek
France Ivanšek, slovenski arhitekt, urednik in publicist, * 5. november 1922, Ljubljana, † 28. februar 2007, Ljubljana

## Življenje in delo
Po diplomi 1954 na ljubljanski Fakulteti za arhitekturo se je od 1954-1960 izpopolnjeval na Švedskem, nato je do 1963 delal na Urbanističnem inštitutu Slovenije. Ivanšek je eden od ustanoviteljev kluba Barva in oblika (1961) in podjetja Interier (1965, pozneje Ambient), ki je združevalo projektiranje in trgovino z izbranimi izdelki za notranjo opremo; tu je bil direktor do upokojitve 1979. Med njegova  najpomembnejša dela štejejo urbanistično-arhitekturna zasnova soseske Murgle v Ljubljani (1965-1968), domova za upokojence na Poljanah (1976) in Trnovem (1981) v Ljubljani ter šola za slepo mladino v Škofji Loki. Za svoje delo je prejel nagrado mesta Ljubljane (1966), Plečnikovo nagrado (1973), skupaj z ženo Marto tudi nagrado IKEA (Köbenhavn, 1986) in Plečnikovo medaljo (1987). 
Že kot študent je urejal arhitekturne publikacije (Zbornik oddelka za arhitekturo na Univerzi v Ljubljani in revijo Arhitekt), pozneje pa pisal članke o arhitekturni problematiki.